# Metaxyja
Metaxyja là một chi bướm đêm thuộc họ Noctuidae.